# Dolane
Dolane este o localitate din comuna Cirkulane, Slovenia, cu o populație de 156 de locuitori.